# Marie-Angélique Frémyn de Moras
Marie-Angélique Frémyn de Moras, duchesse de Villars Brancas, född 1676, död 1763, var en fransk hertiginna, hovfunktionär och memoarskrivare. 
Hon var dotter till Guillaume Frémyn, comte de Moras och Marie-Angélique Cadeau och gifte sig 17 december 1709 i kapellet i Sceaux med Louis-Antoine de Brancas, duc de Villars, pair de France (1682-1760). 
Hon var Première dame d'honneur (hovmästarinna) till Frankrikes kronprinsessa från 1744 till 1762; först till Maria Teresia Rafela av Spanien och därpå Maria Josefa av Sachsen (1731–1767).
I november 1744 skrev Luynes om henne i sin dagbok: 
”Drottningen avreste klockan två på eftermiddagen från Tuilerierna [...]; hon gick sedan till karmeliterna i rue de Grenelle och kom hit först en timme efter kungen. Så fort hon anlände såg hon M. de Maurepas, som talade med henne enskilt i salongen där hon brukar spela; han berättade för henne att kungen just hade utnämnt Madame la Duchesse de Brancas till hovmästarinna för Madame la Dauphine, och M. d'Argenson till senior utrikesminister för utrikesfrågor. Dessa två utnämningar var inte offentliga före denna tid; de blev det idag. Många kände dock till Madame la Duchesse de Brancas' utnämning i går kväll. Madame de Brancas är född de Moras: hon är sextioåtta år gammal; hon har mycket dålig hälsa och stora vanemässiga olägenheter, mycket from men romantisk och ett sätt att uttrycka sig som alltid är bombastiskt. M. le Duc de Brancas, hennes man, är yngre än hon, extremt döv och mycket besvärad. Mme de Brancas har alltid varit en nära vän till M. de Richelieu, och hon är svärmor till Mme de Lauraguais”.
Hon avgick från sin post vid hovet 1762 till förmån för sin svärmor Louise-Diane de Clermont-Gallerande, änkehertiginna av Villars-Brancas, som sedan 1750 hade varit hennes ställföreträdare. 
Hon är känd för sina memoarer om livet vid det franska hovet: Mémoires de la duchesse de Brancas sur Louis XV et Mme de Châteauroux. Édition augmentée d’une préface et de notes par Louis Lacour, Paris, Jouaust, 1865.